# Valparaíso (São Paulo)
Valparaíso é um município brasileiro do estado de São Paulo. Sua população estimada em 2024 é de 24.723 habitantes.

## História
O município foi fundado por Francisco Vieira Leite no início dos anos 30 em virtude da expansão da cultura cafeeira. Neste período, as terras das regiões noroeste do estado já estavam todas tomadas pelos cafezais e os fazendeiros se embrenhavam pelas matas do oeste em busca de novas terras para o plantio. Muitos conflitos foram travados, principalmente nas margens do rio Aguapeí entre os indígenas que habitavam a região e os barões do café sedentos por expandir suas lavouras.
Já no final da década de 1940 a região seduziu o então 2º rei do café Geremias Lunardeli que adquiriu uma grande área para a expansão dos seus cafezais. Lunardeli já possuía algumas fazendas de café no Noroeste Paulista e no Norte do Paraná e adquiriu a hoje conhecida Fazenda Aguapeí. Além de vir para a região nesta época, também convenceu outros ilustres barões do café da época a fazerem o mesmo. Assim, parte da família Cunha Bueno, da qual Geremias era muito íntimo, também adquiriu várias fazendas na região. Entre elas: Santa Helena, Pinheiro Machado, Buenópolis - Lavinia, Santa Maria - Bento de Abreu, etc.

### Formação territorial-administrativa
Histórico da formação do município:
- Decreto nº 6.546, de 10/07/1934 - Cria os distritos de paz de Guararapes e Valparaíso no município e comarca de Araçatuba.
- Município criado pela Lei nº 2.859, de 08/01/1937. Instalado em 30/05/1937.

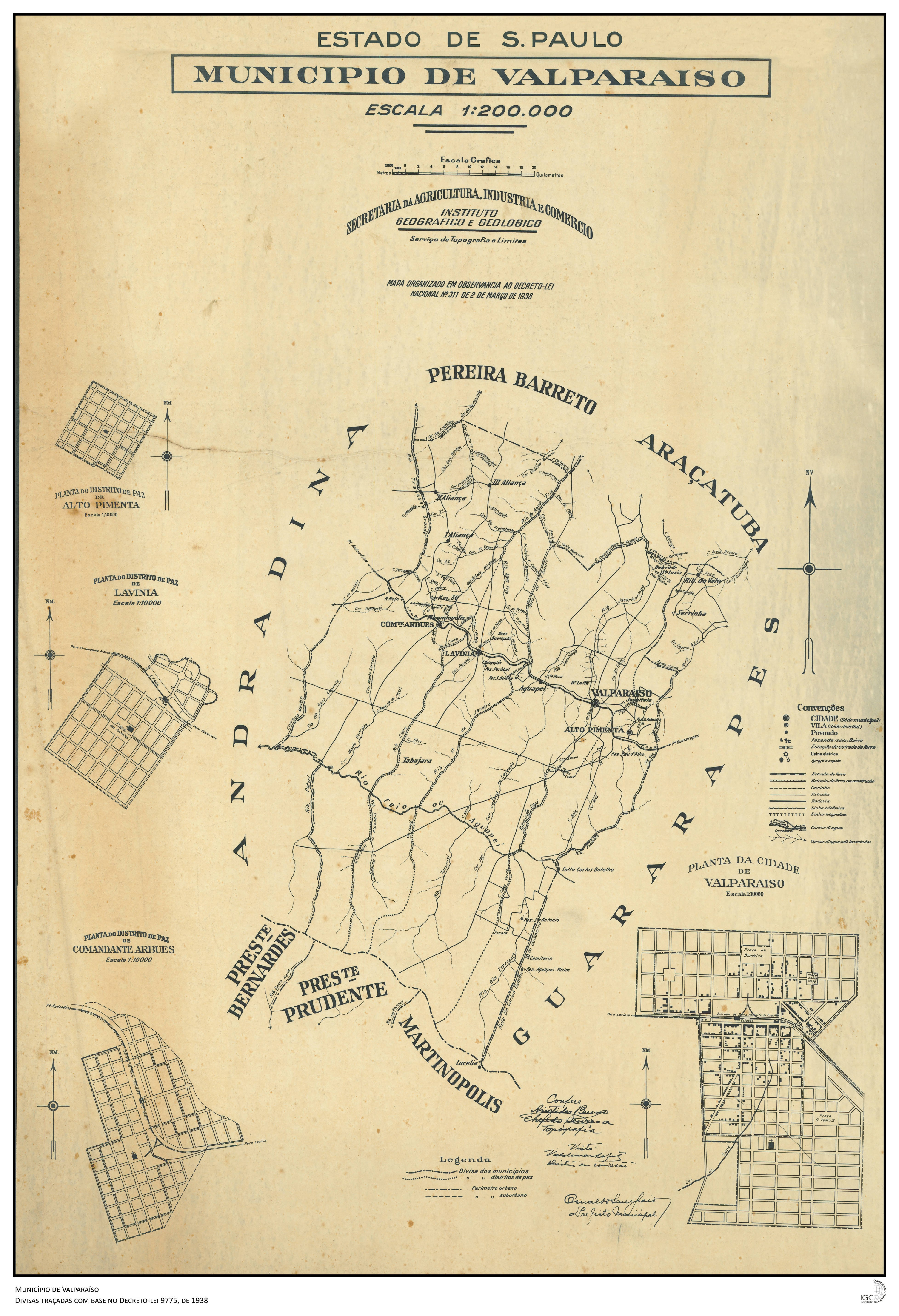
Mapa de Valparaíso (1938).

## Geografia
Localiza-se a uma latitude 21º13'40" sul e a uma longitude 50º52'06" oeste, estando a uma altitude de 449 metros.

### Clima
Segundo dados do Instituto Nacional de Meteorologia (Inmet), a temperatura mínima registrada em Valparaíso foi de -0,2 ºC, ocorrida no dia 28 de junho de 2011, superando os 2,5 ºC do dia 27 de junho de 1994. Já a máxima foi de 43ºC, observada dia 30 de outubro de 2012. O maior acumulado de chuva registrado na cidade em 24 horas foi de 124,0 mm, em 29 de dezembro de 1996.

### Rodovias
- SP-300
- SP-541

### Ferrovias
- Linha Tronco da Estrada de Ferro Noroeste do Brasil[9][10][11][12][13]

## Demografia

### População
| Crescimento populacional                             | Crescimento populacional | Crescimento populacional | Crescimento populacional |
| Ano                                                  | População Total          |                          | %±                       |
| ---------------------------------------------------- | ------------------------ | ------------------------ | ------------------------ |
| 1937                                                 | 21 753                   |                          | —                        |
| 1940                                                 | 41 559                   |                          | 91,0%                    |
| 1946                                                 | 40 088                   |                          | −3,5%                    |
| 1950                                                 | 21 628                   |                          | −46,0%                   |
| 1958                                                 | 20 606                   |                          | −4,7%                    |
| 1960                                                 | 19 802                   |                          | −3,9%                    |
| 1970                                                 | 14 608                   |                          | −26,2%                   |
| 1980                                                 | 13 297                   |                          | −9,0%                    |
| 1991                                                 | 16 550                   |                          | 24,5%                    |
| 2000                                                 | 18 574                   |                          | 12,2%                    |
| 2010                                                 | 22 576                   |                          | 21,5%                    |
| 2022                                                 | 24 241                   |                          | 7,4%                     |
| Est. 2024                                            | 24 723                   | [ 14 ]                   | 2,0%                     |
| Fontes: Censos Demográficos IBGE e Estimativas SEADE |                          |                          |                          |

## Política e administração
- Prefeito: Carlos Alexandre Pereira (2025/2028)[19]
- Vice-prefeito: Mauro Redigolo[20]
- Presidente da câmara: Daisy Helena Estevam[21]

## Economia
A atividade econômica principal é o cultivo e a industrialização de cana-de-açúcar para a produção de açúcar e álcool etílico carburante utilizado em veículos automotores. Como atividades econômicas secundárias temos as culturas de milho, café e predominantemente a pecuária de corte.
O município conta com duas destilarias de álcool: Univalem, pertencente ao grupo Raízen e, Da Mata, empreendimento dos grupos Grendene, Brasif e Raizen.
No município encontra-se instalada uma unidade da Ajinomoto, onde é produzido um aminoácido chamado Lisina, utilizado na engorda de animais, principalmente suinocultura.
A Agropecuária Jacarezinho, de propriedade do grupo Grendene destaca-se pela avançada genética de gado e por ter a maior reserva florestal particular do Estado de São Paulo.

## Infraestrutura

### Comunicações
O sistema de telefones automáticos foi inaugurado na cidade em 1978 pela Telecomunicações de São Paulo (TELESP), que também implantou o sistema de discagem direta à distância (DDD) em 1978 com o código de área (0186). Anteriormente a cidade era atendida pela Cia. Telefônica Rio Preto, empresa administrada pela Companhia Telefônica Brasileira (CTB).
Na década de 90 o código DDD da cidade foi alterado para (018), para padronização do sistema telefônico com a telefonia celular que estava sendo implantada em todo o estado.

## Religião
O Cristianismo se faz presente na cidade da seguinte forma:

### Igreja Católica
- A igreja faz parte da Diocese de Araçatuba.[28]

### Igrejas Evangélicas
- Assembleia de Deus Ministério do Belém.[29][30]
- Congregação Cristã no Brasil.[31]
- Igreja Batista